# بريان اناستاتيا
بريان اناستاتيا (بالهولندية: Bryan Anastatia)‏ (14 يوليو 1992 بويلمستاد في كوراساو - ) هو لاعب كرة قدم هولندي في مركز الدفاع. شارك مع منتخب جزر الأنتيل الهولندية لكرة القدم ومنتخب كوراساو لكرة القدم. أما مع النوادي، فقد لعب مع CRKSV Jong Holland ‏.

## روابط خارجية
- بريان اناستاتيا على موقع قاعدة بيانات كرة القدم.إي يو (الإنجليزية)
- بريان اناستاتيا على موقع ناشيونال فوتبول تيمز (الإنجليزية)
- بريان اناستاتيا على موقع Soccerway.com (الإنجليزية)